# كورتني دبليو. كامبل
كورتني دبليو. كامبل (بالإنجليزية: Courtney W. Campbell)‏ هو محامي وسياسي أمريكي، ولد في 29 أبريل 1895 في الولايات المتحدة، وتوفي بنفس المكان في 22 ديسمبر 1971. حزبياً، نشط في الحزب الديمقراطي. انتخب عضو مجلس النواب الأمريكي.